# Leonid Witaljewitsch Kantorowitsch

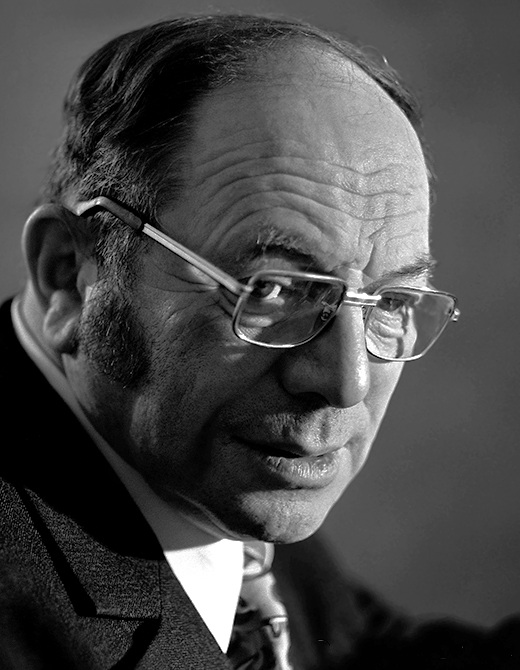
Leonid Kantorowitsch (1975)

Leonid Witaljewitsch Kantorowitsch (russisch Леонид Витальевич Канторович; * 6.jul. / 19. Januar 1912greg. in Sankt Petersburg; † 7. April 1986 in Moskau) war ein sowjetischer Mathematiker und Ökonom. Ihm wurde 1975 der sogenannte Wirtschaftsnobelpreis verliehen. Diesen teilte er mit Tjalling Koopmans für ihren Beitrag zur Theorie der optimalen Ressourcenverwendung.

## Leben

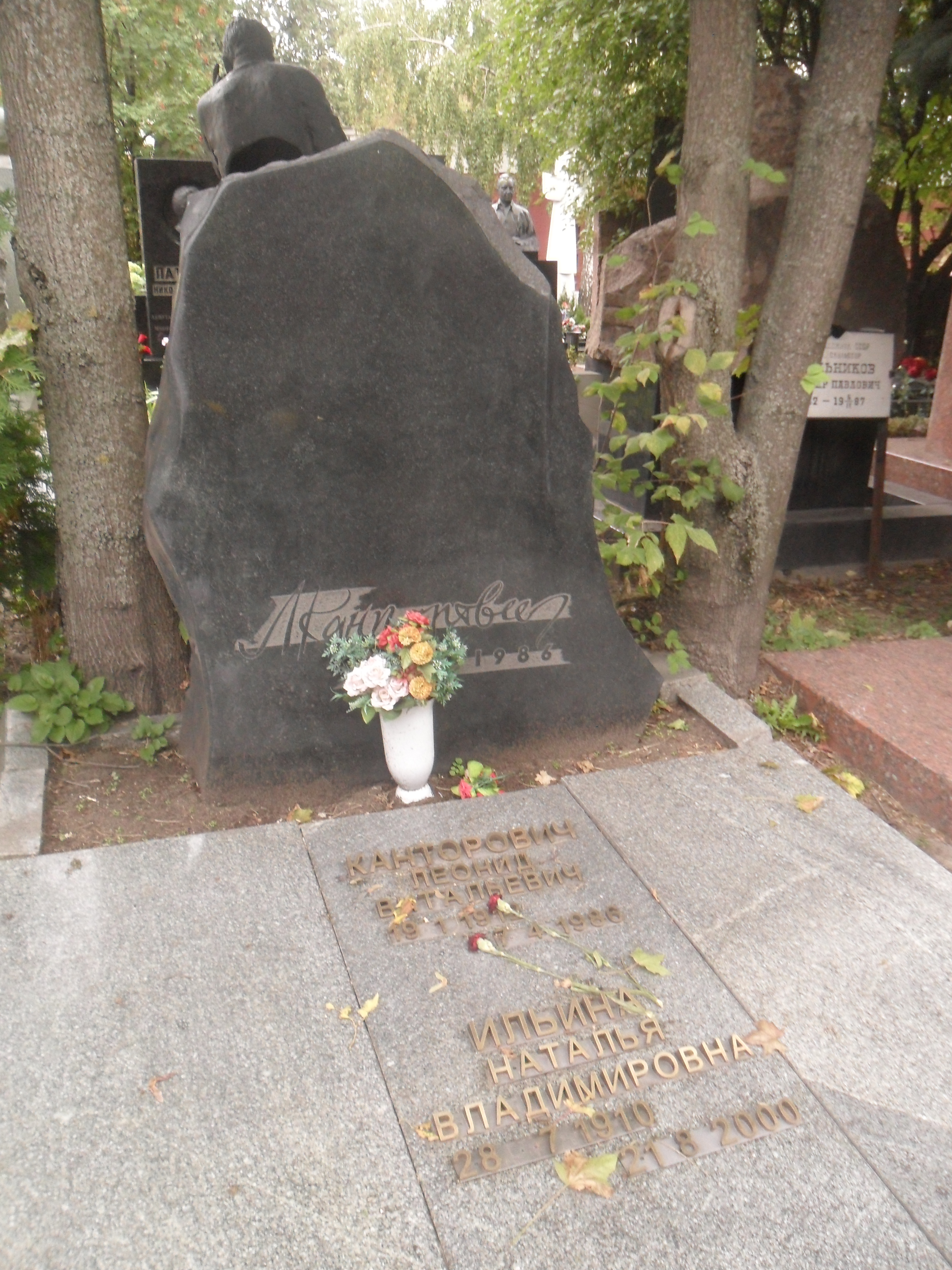
Leonid Kantorowitschs Grab auf dem Nowodewitschi-Friedhof

Kantorowitsch studierte von 1926 bis 1930 Mathematik an der Staatlichen Universität Leningrad, wo er unter anderem bei Wladimir Iwanowitsch Smirnow, Gregor Michailowitsch Fichtenholz und Boris Delaunay studierte und 1930 promoviert wurde. 1934 wurde er Professor für Mathematik an der Staatlichen Universität Leningrad, wo er bis 1960 lehrte. Er erhielt seinen sowjetischen Doktorgrad (entsprechend der Habilitation) 1935, als in der Sowjetunion wieder akademische Grade eingeführt wurden. Anfangs befasste er sich mit der Theorie analytischer Mengen und löste einige Probleme von Lusin. In den 1930er-Jahren beschäftigte er sich viel mit Funktionalanalysis (speziell halbgeordneter Räume, worüber er 1950 mit Kollegen ein Buch schrieb) und schlug hierbei Brücken zur numerischen Mathematik. 1936 erschien sein Buch über Näherungsmethoden der höheren Analysis mit Wladimir Iwanowitsch Krylow (1902–1994) (das 1956 als Band 19 in der Reihe Hochschulbücher für Mathematik im Deutschen Verlag der Wissenschaften Berlin erschien) und 1959 sein Buch Funktionalanalysis in normierten Räumen mit Gleb Pawlowitsch Akilow. Während des Zweiten Weltkriegs unterrichtete er als Professor an der Militärischen ingenieurtechnischen Universität Leningrad, und ab 1944 war er am mathematischen Institut der Akademie der Wissenschaften der UdSSR in Leningrad tätig, wo er die Abteilung Näherungsmethoden leitete. Damals begann er sich auch für die damals neu aufkommenden Computer zu interessieren und war in diesem Zusammenhang auch an geheimen Forschungsarbeiten in Kerntechnik beteiligt. 1961 bis 1971 war er Professor für Mathematik und Ökonomie an der Sibirischen Abteilung der Akademie der Wissenschaften der UdSSR in Nowosibirsk und 1971 bis 1976 Direktor des Forschungslabors des Moskauer Instituts für nationale ökonomische Planung.
Kantorowitsch wurde in den 1930er-Jahren mit der Aufgabe zur Optimierung der Produktion einer Furnierholzfabrik betraut und entwickelte eine mathematische Methode, die als lineare Programmierung bekannt wurde. Er schrieb einige Bücher – einschließlich Die mathematische Methode der Produktionsplanung und Organisation und der beste Gebrauch von ökonomischen Betriebsmitteln (The Mathematical Method of Production Planning and Organization and The Best Uses of Economic Resources).
Kantorowitsch war seit 1938 mit einer Ärztin verheiratet und hatte einen Sohn und eine Tochter.
Kantorowitsch wurde mit dem Stalinpreis für das Jahr 1948 auf dem Gebiet der physikalisch-mathematischen Wissenschaften ausgezeichnet.
1958 wurde er korrespondierendes Mitglied der Akademie der Wissenschaften der UdSSR. 1965 erhielt er den Leninpreis. 1969 wurde Kantorowitsch in die American Academy of Arts and Sciences gewählt. Die Martin-Luther-Universität Halle-Wittenberg (MLU) verlieh ihm 1984 die Ehrendoktorwürde.
Die Russische Akademie der Wissenschaften vergibt seit 1996 den L.W.-Kantorowitsch-Preis („Premija imeni L. W. Kantorowitscha“). Das Institut für Unternehmensforschung und Unternehmensführung an der MLU vergibt seit dem Jahr 2001 den „L. V. Kantorowitsch-Forschungspreis“.

## Trivia
Sein langer Name führte bei der Herstellung der Nobelpreis-Medaillen 1975 zu Problemen, da der Name des Preisträgers traditionell auf dem Rand eingeprägt wird. Erst nachdem man die Schriftgröße geändert hatte, reichte der Platz für den vollen Namen.

## Schriften
- mit G. M. Fichtenholz: Linien- und Mehrfachintegrale (Russisch), Leningrad-Moskau, GIRT, 1937
- Integrale und Fourierreihen (Russisch), LGU, Leningrad 1940
- mit G. P. Akilow: Funktionalanalysis in normierten Räumen, Akademie Verlag 1978
- mit G. P. Akilow: Functional Analysis, 2. Auflage, Pergamon Press 1982
- Tables for the numerical solution of boundary value problems: Of the theory of harmonic functions, Ungar 1963
- mit Wladimir Iwanowitsch Krylow: Approximate methods of higher analysis, Interscience 1958, 1964
  - Deutsche Ausgabe: Näherungsmethoden der höheren Analysis, Hochschulbücher für Mathematik, Deutscher Verlag der Wissenschaften, Berlin 1956
- The best uses of economic resources, Harvard University Press 1965
- Essays on optimal planing, International Arts and Sciences Press 1976